# 喀絲麗
喀絲麗，也稱為香香公主，是金庸小说《书剑恩仇录》中的角色，陳家洛的戀人，霍青桐的妹妹，天真爛漫，擁有絕世美貌，因得知乾隆皇帝企图灭掉紅花會，在清真禮拜堂自殺而死警示会众。

## 香香公主和香妃的關係
香香公主的名字會使人想到乾隆的维吾尔香妃（Iparxan）。但由于喀絲麗并非维吾尔族名字，以及小说中的种种迹象，并不能断定她就是维吾尔人。金庸在《书剑恩仇录》後记裡也肯定的说：「香香公主不是传说中或历史上的香妃，香香公主比香妃美得多」。

## 影視形象

### 电视剧
- 余安安：1976香港无线电视剧《书剑恩仇录》
- 马敏儿：1980香港亚视电视剧《大内群英续集》
- 杨丽音：1984台湾台视电视剧《书剑江山》
- 梁艺龄：1987香港无线电视剧《书剑恩仇录》
- 傅娟：1992台湾华视电视剧《书剑恩仇录》
- 杨钫涵：1994 中國电视剧《书剑恩仇录》
- 颜颖思：2002合拍电视剧《书剑恩仇录》
- 刘颖：2009中國电视剧《书剑恩仇录》

### 电影
- 容小意：1960香港粤语电影《书剑恩仇录》
- 舒佩佩：1967香港邵氏电影《儒侠》
- 秦之敏：1976香港國語电影 《萬法歸宗一少林》[1]
- 阿依努尔：1987合拍电影《戈壁恩仇录》